# Hasilpur
Hasilpur (en ourdou : احمد پُور شرقیہ) est une ville pakistanaise située dans le district de Bahawalpur, dans la province du Pendjab. Elle est également la capitale du tehsil homonyme.
La population de la ville a été multipliée par près de sept entre 1972 et 2017, passant de 15 742 habitants à 115 536. Entre 1998 et 2017, la croissance annuelle moyenne s'affiche à 2,6 %, un peu supérieure à la moyenne nationale de 2,4 %. En 2023, la population de la ville monte à 168 146 habitants.
|            | 1972 (rec.) | 1981 (rec.) | 1998 (rec.) | 2017 (rec.) | 2023 (rec.) |
| ---------- | ----------- | ----------- | ----------- | ----------- | ----------- |
| Population | 15 742      | 37 026      | 71 295      | 115 536     | 168 146     |